# Kostymfilm

Historisk dräkt.

Kostymfilm, eller kostymdrama, är en filmgenre där skådespelarnas kostymer har en stor betydelse för filmen. Det rör sig i allmänhet om historiska filmer, där de påkostade kläderna är viktiga för att skapa autenticitet kring tidsperioden i filmen. Begreppet används i allmänhet för filmer i dramagenren; även om kostymerna är av stor betydelse i action- eller science fiction-filmer, så betecknas vanligtvis inte filmer som exempelvis Matrix eller Spider-Man som kostymfilm. Men det finns undantag.
Många kända modeskapare har medverkat som kostymdesigners i filmer, bland andra Coco Chanel, Cristóbal Balenciaga, Yves Saint Laurent, Hubert de Givenchy och Antonio Castillo.

## Exempel på kostymfilmer
- Braveheart
- Elizabeth
- Ett rum med utsikt
- Marie Antoinette
- Fanny och Alexander
- Howards End
- Moulin Rouge!
- Orlando
- Shakespeare in Love
- Förnuft och känsla
- My Fair Lady
- Barry Lyndon